# Campeonato Sul-Americano de Atletismo em Pista Coberta de 2022
A 2ª edição do Campeonato Sul-Americano de Atletismo em Pista Coberta de 2022 foi o evento esportivo organizado pela CONSUDATLE no Estádio Municipal de Cochabamba, em Cochabamba, na Bolívia, no período de 19 a 20 de fevereiro de 2022. Foram disputadas 26 provas com a presença de 117 atletas de 11 nacionalidades, com destaque para o Brasil que obteve 36 medalhas na classificação final.

## Quadro de medalhas
| Ordem | País      | Medalha de ouro | Medalha de prata | Medalha de bronze | Total |
| ----- | --------- | --------------- | ---------------- | ----------------- | ----- |
| 1     | Brasil    | 16              | 10               | 10                | 36    |
| 2     | Bolívia   | 5               | 4                | 2                 | 11    |
| 3     | Venezuela | 2               | 4                | 2                 | 8     |
| 4     | Peru      | 1               | 2                | 1                 | 4     |
| 5     | Uruguai   | 1               | 1                | 0                 | 2     |
| 6     | Panamá    | 1               | 0                | 0                 | 1     |
| 7     | Argentina | 0               | 2                | 6                 | 8     |
| 8     | Chile     | 0               | 2                | 1                 | 3     |
| 9     | Equador   | 0               | 1                | 0                 | 1     |
| 10    | Colômbia  | 0               | 0                | 0                 | 0     |
| 10    | Paraguai  | 0               | 0                | 0                 | 0     |
|       | TOTAL     | 26              | 26               | 22                | 74    |

## Medalhistas
Os resultados foram os seguintes.

### Masculino
| Evento                 | Ouro                                                                               | Ouro      | Prata                                                                         | Prata    | Bronze                            | Bronze                 |
| ---------------------- | ---------------------------------------------------------------------------------- | --------- | ----------------------------------------------------------------------------- | -------- | --------------------------------- | ---------------------- |
| 60 metros              | Felipe Bardi dos Santos · Brasil                                                   | 6.62      | David Vivas · Venezuela                                                       | 6.63     | Franco Florio · Argentina         | 6.70                   |
| 400 metros             | Lucas Carvalho · Brasil                                                            | 46.85     | Javier Gómez · Venezuela                                                      | 47.25    | Pedro Luiz de Oliveira · Brasil   | 47.40                  |
| 800 metros             | Lucirio Antonio Garrido · Venezuela                                                | 1:52.12   | Eduardo Moreira · Brasil                                                      | 1:52.40  | Guilherme Kurtz · Brasil          | 1:52.71                |
| 1 500 metros           | David Ninavia · Bolívia                                                            | 3:56.16   | José Daniel González · Venezuela                                              | 3:57.13  | Guilherme Kurtz · Brasil          | 3:57.58                |
| 3 000 metros           | Daniel Toroya · Bolívia                                                            | 8:38.29   | Ederson Pereira · Brasil                                                      | 8:40.96  | José Daniel González · Venezuela  | 8:49.80                |
| 60 metros barreiras    | Rafael Pereira · Brasil                                                            | 7.58 =    | Gabriel Constantino · Brasil                                                  | 7.72     | Agustín Carrera · Argentina       | 7.85                   |
| 4×400 metros estafetas | Venezuela · Leodan Torrealba · Lucirio Antonio Garrido · Ryan López · Javier Gómez | 3:16.91   | Bolívia · Tito Hinojosa · Juan Manuel Gareca · Alberto Antelo · Nery Peñaloza | 3:17.87  | Apenas duas equipes participantes |                        |
| Salto em altura        | Thiago Moura · Brasil                                                              | 2.22 m    | Carlos Layoy · Argentina                                                      | 2.16 m   | José André Camacho · Bolívia      | 1.90 m                 |
| Salto com vara         | Augusto Dutra de Oliveira · Brasil                                                 | 5.50 m =  | Abel Curtinove · Brasil                                                       | 5.05 m   | Apenas dois finalistas            | Apenas dois finalistas |
| Salto em comprimento   | José Luis Mandros · Peru                                                           | 8.17 m ,  | Emiliano Lasa · Uruguai                                                       | 8.10 m   | Samory Fraga · Brasil             | 7.82 m                 |
| Salto triplo           | Alexsandro Melo · Brasil                                                           | 16.62 m   | Almir dos Santos · Brasil                                                     | 16.59 m  | Leodan Torrealba · Venezuela      | 16.55 m                |
| Arremesso de peso      | Darlan Romani · Brasil                                                             | 21.71 m , | Willian Dourado · Brasil                                                      | 19.83 m  | Ignacio Carballo · Argentina      | 19.04 m                |
| Heptatlo               | Felipe Vinícius dos Santos · Brasil                                                | 5799 pts  | Georni Jaramillo · Venezuela                                                  | 5552 pts | José Fernando Santana · Brasil    | 5489 pts               |

### Feminino
| Evento                 | Ouro                                                                     | Ouro      | Prata                                                                                          | Prata    | Bronze                            | Bronze                    |
| ---------------------- | ------------------------------------------------------------------------ | --------- | ---------------------------------------------------------------------------------------------- | -------- | --------------------------------- | ------------------------- |
| 60 metros              | Rosângela Santos · Brasil                                                | 7.24      | Vitória Cristina Rosa · Brasil                                                                 | 7.25     | Macarena Borie · Chile            | 7.43                      |
| 400 metros             | Tábata de Carvalho · Brasil                                              | 54.81     | Liliane Parrela · Brasil                                                                       | 55.37    | Noelia Martínez · Argentina       | 55.88                     |
| 800 metros             | Deborah Rodríguez · Uruguai                                              | 2:18.23   | Jaqueline Weber · Brasil                                                                       | 2:18.58  | Martina Escudero · Argentina      | 2:19.33                   |
| 1 500 metros           | Jhoselyn Camargo · Bolívia                                               | 4:39.33   | Tatiana Poma · Bolívia                                                                         | 4:46.49  | Jaqueline Weber · Brasil          | 4:49.42                   |
| 3 000 metros           | Lizeth Veizaga · Bolívia                                                 | 10:47.84  | Eva Fernández · Bolívia                                                                        | 11:09.00 | Elisângela de Oliveira · Brasil   | 11:40.68                  |
| 60 metros barreiras    | Ketiley Batista · Brasil                                                 | 8.41      | Diana Bazalar · Peru                                                                           | 8.48     | Valentina Polanco · Argentina     | 8.62                      |
| 4×400 metros estafetas | Bolívia · Lucía Sotomayor · Mariana Arce · Tania Guasace · Cecilia Gómez | 3:47.37 , | Argentina · Martina Escudero · Valentina Polanco · María Florencia Lamboglia · Noelia Martínez | 3:59.15  | Apenas duas equipes participantes |                           |
| Salto em altura        | Sarah Freitas · Brasil                                                   | 1.79 m    | Arielly Rodrigues · Brasil                                                                     | 1.73 m   | Carla Ríos · Bolívia              | 1.70 m                    |
| Salto com vara         | Isabel de Quadros · Brasil                                               | 4.10 m    | Alejandra Arevalo · Peru                                                                       | 4.00 m   | Juliana Campos · Brasil           | 3.90 m                    |
| Salto em comprimento   | Nathalee Aranda · Panamá                                                 | 6.43 m    | Rocío Muñoz · Chile                                                                            | 6.29 m   | Eliane Martins · Brasil           | 6.23 m                    |
| Salto triplo           | Gabriele dos Santos · Brasil                                             | 13.89 m   | Liuba Zaldívar · Equador                                                                       | 13.66 m  | Silvana Segura · Peru             | 13.31 m                   |
| Arremesso de peso      | Livia Avancini · Brasil                                                  | 17.52 m   | Ivana Gallardo · Chile                                                                         | 17.03 m  | Milena Sens · Brasil              | 16.59 m                   |
| Pentatlo               | Raiane Procópio · Brasil                                                 | 3921 pts  | Camila Jiménez · Bolívia                                                                       | 3202 pts | Apenas dois participantes         | Apenas dois participantes |

## Participantes
11 federações membros da CONSUDATLE participaram do campeonato.
| - Argentina (11) - Bolívia (33) - Brasil (44) - Chile (5) | - Colômbia (2) - Equador (1) - Paraguai (2) - Peru (7) | - Porto Rico (2) - Uruguai (3) - Venezuela (7) |

Legenda
| Recorde mundial       | Recorde mundial (World record)               |                       | Recorde africano                      | Recorde africano (African) |                                           | Q | Classificado por posição (Qualified) |
| Recorde do campeonato | Recorde do campeonato (Championship record)  | Recorde da América    | Recorde da América (Americas)         | q                          | Classificado por melhor tempo (Qualified) |   |                                      |
| Melhor marca do ano   | Melhor marca do ano (World leading)          | Recorde asiático      | Recorde asiático (Asian)              | DNS                        | Não largou (Did not start)                |   |                                      |
| Recorde nacional      | Recorde nacional (National record)           | Recorde europeu       | Recorde europeu (European)            | DNF                        | Não terminou (Did not finish)             |   |                                      |
| Recorde pessoal       | Recorde pessoal do atleta (Personal best)    | Recorde da Oceania    | Recorde da Oceania (Oceania)          | DSQ / DQ                   | Desclassificado (Disqualified)            |   |                                      |
| Recorde da temporada  | Recorde da temporada do atleta (Season best) | Recorde sul-americano | Recorde sul-americano (South America) | NM                         | Sem marca (No mark)                       |   |                                      |